# Ел Џуф
Ел Џуф (арап. El Djouf) је плитка депресија просечне надморске висине од 100-200 метара која се налази у североисточном делу Мауританије и у северозападном делу Малија. Део је пустиње Сахаре и представљена је бројним пешчанима динама и међудинским улегнућима. Предео је ненасељен и одликује га пустињска клима са високим дневним температурама, одсуством падавина и хидрографије. Захвата простор од оквирно 50-60.000 км².